# Calycibidion turbidum
Calycibidion turbidum là một loài bọ cánh cứng trong họ Cerambycidae.